# Серебряный (рассказ)
«Серебряный» (англ. Silver Blaze) — рассказ из серии «Записки о Шерлоке Холмсе» Артура Конана Дойля. Впервые опубликован в 1892 году. По мнению некоторых исследователей, рассказ содержит значительное количество неточностей в описании реалий ипподрома.

## Сюжет
Шерлока Холмса вызывают в Дартмур, расследовать исчезновение жеребца по кличке Серебряный и убийство тренера Джона Стрэкера. Во время железнодорожного путешествия Холмс рассказывает сопровождающему его Ватсону предысторию этого загадочного дела.
Несколько дней назад, вечером в конюшню, где содержался Серебряный, попадает некий Фицрой Симпсон, работающий букмекером на лошадиных скачках. Его расспросы о жеребце вызывают у дежурного конюха сильнейший гнев, и конюх едва не спускает на убегающего Симпсона сторожевую собаку. После ужина тренер Стрэкер уходит из дома, якобы проверить, все ли в порядке на конюшне. Утром обнаруживается, что дежурный конюх находится в состоянии полного беспамятства от действия какого-то наркотика, Серебряный исчез, а самого Стрэкера нашли убитым неподалёку от конюшни. В руках тренера был маленький нож и галстук, который был на Симпсоне. Заподозрив Симпсона в убийстве, полиция арестовала его.
Приехав на место происшествия, Холмс вместе с инспектором полиции Грегори и хозяином пропавшей лошади, полковником Россом, осматривают найденные улики, особенно — маленький хирургический нож, предназначенный для тончайших операций. Затем Холмс в сопровождении Ватсона исследует окрестности и находит следы Серебряного, ведущие к другой конюшне. Это конюшня лорда Бэкуотера, где содержится главный соперник Серебряного, жеребец Беспечный, главный тренер — Сайлес Браун. В разговоре с Брауном Холмс разоблачает его и приказывает бережно содержать Серебряного в чужой конюшне, чтобы избежать обвинения в краже.
В день скачек отчаявшийся полковник Росс наконец видит своего жеребца, который побеждает в забеге. Крайне обрадовавшись этому событию, Росс просит Холмса назвать имя убийцы тренера. И Холмс сообщает что убийца находится рядом с ними. Тогда Ватсон и полковник понимают, что убийца — Серебряный. Как показал найденный в его кармане счёт, Стрэкэр, под другим именем, имел любовницу, обожавшую дорогие наряды. Содержание такой женщины было Стрэкэру не по средствам, и, запутавшись в долгах, тот решил сделать на скачках огромную ставку против фаворита, Серебряного. Но чтобы фаворит не выиграл, Стрэкер планировал сделать лошадь хромой, проколов Серебряному сухожилие на ноге. Подсыпав дежурному конюху в тарелку с бараниной опий, глубокой ночью Стрэкер вывел Серебряного в овраг, взяв для какой-то цели галстук убежавшего Симпсона. Но жеребец в последний момент почуял неладное, вырвался и раздробил Стрэкеру голову копытом.

## Экранизации и цитирование
Рассказ был экранизирован в 1923 (в роли Холмса — Эйлл Норвуд), 1937 (Артур Уонтнер), 1977 (Кристофер Пламмер), 1987 (Джереми Бретт) годах.
Английское название романа 2003 года «Загадочное ночное убийство собаки», главный герой которого — поклонник Шерлока Холмса, является отсылкой к одной из фраз Холмса, произнесённых в рассказе «Серебряный».
В начале первой серии советского телефильма «Приключения Шерлока Холмса и доктора Ватсона» под названием «Король Шантажа», Ватсон и Холмс обсуждают в поезде расследование убийства, описанного в рассказе «Серебряный», очевидно возвращаясь в Лондон по его завершении.

## Логика
Материал рассказа (молчание сторожевой собаки) привлекался философом Я. Хинтикка в качестве иллюстрации дедуктивного приёма «вспоминания уже известной информации».

## Переводы на русский язык
Рассказ переводился в 1902 году. В настоящее время этот перевод представляет преимущественно исторический интерес.
В 1966 году опубликован перевод Ю.  Жуковой в собрании сочинений Артура Конан Дойля,  выпущенном в восьми томах в  1966 году издательством «Правда» в серии «Библиотека журнала «Огонек». Переиздан в 1983 году. 